# Habenaria uncata
Habenaria uncata är en orkidéart som beskrevs av R.Jiménez, L.Sánchez och García-cruz. Habenaria uncata ingår i släktet Habenaria och familjen orkidéer. Inga underarter finns listade i Catalogue of Life.